# Paradoxornis de Gould
El paradoxornis de Gould (Paradoxornis flavirostris) és una espècie d'ocell passeriforme de la família dels paradoxornítids (Paradoxornithidae), tot i que sovint encara se'l troba classificat amb els sílvids (Sylviidae). És endèmica del nord-est del subcontinent indi. El seu estat de conservació es considera vulnerable.
El seu nom comú fa referència a l'ornitòleg anglès John Gould (1804-1881).

## Descripció
Fa al voltant dels 19 cm de llarg. El plomatge de gairebé tot el seu cos és de tons castanys, més clars en les parts inferiors, amb l'excepció de la zona de la cara, el coll i la part superior de pit que és negra, menys la part frontal de les galtes on té una taca blanca. El seu robust bec amb forma de bec de lloro és de color groc, mentre que les seves potes són negroses.

## Distribució
Actualment es troba a l'extrem nord-oriental de l'Índia, en els altiplans i les faldes de les muntanyes de la vall del Brahmaputra, a Arunachal Pradesh i Assam. En el passat també es trobava a Bangladesh i possiblement a l'est de Nepal i Bhutan. Solia estar més estès i ser localment comú, però els censos més recents ho localitzen únicament en tres poblacions separades, una a Arunachal Pradesh i dues a Assam, per això que la UICN el considera una espècie vulnerable.